# 니자 화물 터미널역
니자 화물 터미널 역(일본어: 新座貨物ターミナル駅, にいざかもつターミナルえき)은 일본 사이타마현 니자시에 있는 일본화물철도 무사시노 선의 화물역이다. 역 구내의 일부가 도쿄도 기요세시에도 포함된다.

## 역 구조
1면 3선의 컨테이너 홈을 가진 지상역. 하역선은 홈 북쪽에 1개, 남쪽으로 2개 설치되어 있다. 남쪽의 하역선 중간에는 두 건늠선이 설치되어 있다. 홈에서 떨어진 선로의 서방이 라이너 1번 선, 동쪽이 라이너 3번 선, 홈측 철로의 서방이 라이너 2번 선, 동쪽이 라이너 4번 선으로 2,3,4번 선이 하역선이다. 또한, 4번 선은 포장되어 있으며, 3번 선도 하역이 가능하도록 설계되어 있다. 플랫폼은 빗형으로 서쪽에 2개의 구분선이 죄어들었다. 역의 건설은 전체를 테켄 건설이 담당했다.
홈 북쪽으로 종합 물류 시설 "에프·플라자 니자"와 그에 직결되는 차급 홈 1면 1선이 있다. 에프·플라자 니자는 JR화물 그룹의 이이다마치 종이 물류 센터가 사용하는, 종이 보관 창고이다.
홈의 남쪽은 구분된 착발선 4개, 상하 본선 순으로 늘어져 있으며 착발선과 구분선과 하역선은 히가시토코로자와 역 방면으로 뻗어져 있어 상행 인상선으로 연결되어 있다. 영업 창구인 JR화물 무사시노 영업 지점도 놓여 있는데, 역 업무는 가나가와 임해철도가 위탁한다.

## 역 주변
- 국도 제254호선

## 역사
무사시노 선 개업시에, 도로 접근을 고려하고, 간에쓰 자동차도와 국도 254호에 낀 땅에 설치된 화물의 거점역이다.
- 1973년 4월 1일: 국철 무사시노 선 개통과 동시에 영업 개시.
- 1974년 10월 1일: 영업 범위를 화물에 개정함.
- 1987년 4월 1일: 일본 철도 민영화로 일본화물철도의 역이 됨.
- 1999년 6월 15일: "에프·플라자 니자" 영업 개시.

## 인접역
| 동일본 여객철도 ■ 무사시노 선    | 동일본 여객철도 ■ 무사시노 선 | 동일본 여객철도 ■ 무사시노 선 |
| -------------------------------- | ----------------------------- | ----------------------------- |
| 히가시토코로자와 후추혼마치 방면 |                               | 니자 니시후나바시 방면        |